# Sportvereniging Zulte Waregem 2015-2016
In questa pagina sono raccolti i dati dello Zulte Waregem per la stagione 2015-2016.

## Rosa
| N. |                           | Ruolo | Calciatore        |
| -- | ------------------------- | ----- | ----------------- |
| 1  | Belgio (bandiera)         | P     | Sammy Bossut      |
| 2  | Francia (bandiera)        | D     | Cédric D'Ulivo    |
| 3  | Rep. del Congo (bandiera) | D     | Marvin Baudry     |
| 4  | Francia (bandiera)        | D     | Abdou Diallo      |
| 5  | Belgio (bandiera)         | D     | Bryan Verboom     |
| 6  | Rep. del Congo (bandiera) | D     | Joël Sami         |
| 7  | Senegal (bandiera)        | A     | Mame Thiam        |
| 8  | Serbia (bandiera)         | C     | Marko Poletanović |
| 9  | Senegal (bandiera)        | A     | Mbaye Leye        |
| 10 | Belgio (bandiera)         | C     | Steve De Ridder   |
| 11 | Belgio (bandiera)         | A     | Stephen Buyl      |
| 14 | Francia (bandiera)        | A     | Ghislain Gimbert  |
| 15 | Belgio (bandiera)         | A     | Jonathan Benteke  |

| N. |                        | Ruolo | Calciatore                |
| -- | ---------------------- | ----- | ------------------------- |
| 16 | Belgio (bandiera)      | A     | Yordy Verstraeten         |
| 17 | Francia (bandiera)     | C     | Soualiho Meïté            |
| 20 | Francia (bandiera)     | D     | Formose Jean-Pierre Mendy |
| 22 | Belgio (bandiera)      | P     | Kenny Steppe              |
| 23 | Belgio (bandiera)      | C     | Christophe Lepoint        |
| 24 | Belgio (bandiera)      | D     | Karel D'Haene             |
| 25 | Belgio (bandiera)      | P     | Louis Bostyn              |
| 26 | Inghilterra (bandiera) | C     | Chuks Aneke               |
| 29 | Belgio (bandiera)      | C     | Alessandro Cordaro        |
| 33 | Belgio (bandiera)      | C     | Sebastiaan Brebels        |
| 34 | Belgio (bandiera)      | C     | Onur Kaya                 |
| 35 | Marocco (bandiera)     | C     | Karim Essikal             |
| 42 | Belgio (bandiera)      | C     | Nikola Storm              |

## Calciomercato

### Sessione estiva(dal 1/7 al 31/8)
| Acquisti | Acquisti           | Acquisti         | Acquisti          |
| R.       | Nome               | da               | Modalità          |
| -------- | ------------------ | ---------------- | ----------------- |
| A        | Stephen Buyl       | Cercle Bruges    | definitivo (200k) |
| P        | Kenny Steppe       | Waasland-Beveren | gratuito          |
| D        | Abdou Diallo       | Monaco           | prestito          |
| D        | Marvin Baudry      | Amiens           | gratuito          |
| A        | Steve De Ridder    | Copenaghen       | prestito          |
| A        | Mbaye Leye         | Lokeren          | definitivo        |
| D        | Joël Sami          | Nancy            | definitivo        |
| A        | Nikola Storm       | Club Bruges      | prestito          |
| A        | Mame Thiam         | Juventus         | prestito          |
| D        | Cédric D'Ulivo     | Waasland-Beveren | definitivo        |
| C        | Christophe Lepoint | Charlton         | definitivo        |

| Cessioni | Cessioni              | Cessioni        | Cessioni          |
| R.       | Nome                  | a               | Modalità          |
| -------- | --------------------- | --------------- | ----------------- |
| C        | Aleksandar Trajkovski | Palermo         | definitivo (900k) |
| P        | Sébastien Bruzzese    | Club Bruges     | definitivo (200k) |
| C        | Ólafur Ingi Skúlason  | Gençlerbirliği  | gratuito          |
| C        | Mohamed Messoudi      | Raja Casablanca | gratuito          |
| D        | Steve Colpaert        | Anversa         | gratuito          |
| D        | Tiago Ferreira        | União Madeira   | gratuito          |
| A        | Glynor Plet           | Maccabi Haifa   | definitivo        |
| C        | Kylian Hazard         | Újpest          | definitivo        |
| C        | Mamoutou N'Diaye      | Anversa         | definitivo        |
| A        | Ghislain Gimbert      | Le Havre        | definitivo        |
| A        | Cedric Mitu           | Bornem          | definitivo        |
| C        | Tom Rosenthal         | QPR             | definitivo        |
| D        | Jérémy Labor          |                 | svincolato        |
| D        | Djibril Paye          |                 | svincolato        |
| D        | Yarouba Cissako       | Monaco          | fine prestito     |
| C        | James Troisi          | Juventus        | fine prestito     |
| A        | Karim Rossi           | Hull City       | fine prestito     |

### Sessione invernale(dall'1/1 al 31/1)
| Acquisti | Acquisti          | Acquisti | Acquisti |
| R.       | Nome              | da       | Modalità |
| -------- | ----------------- | -------- | -------- |
| C        | Marko Poletanović | Gent     | prestito |
| D        | Henrik Dalsgaard  | Aalborg  | gratuito |
| C        | Soualiho Meïté    | Lilla    | prestito |

| Cessioni | Cessioni          | Cessioni   | Cessioni   |
| R.       | Nome              | a          | Modalità   |
| -------- | ----------------- | ---------- | ---------- |
| C        | Jesper Jørgensen  | Esbjerg    | definitivo |
| D        | Sefa Isci         | Karagumruk | definitivo |
| C        | Charni Ekangamene | OH Lovanio | prestito   |
| D        | Bruno Godeau      | Ostenda    | definitivo |

## Risultati

### Jupiler Pro League

#### Stagione regolare

##### Girone di andata
| Arbitro: | Bart Vertenten (Beveren) |

|                                    |           |            |
| Verboom 10’ Leye 56’ Jorgensen 90’ | Marcatori | 61’ Patosi |

| Arbitro: | Erik Lambrechts (Lovanio) |

|                     |           |           |
| Enoh 5’ Santini 59’ | Marcatori | 29’ Thiam |

| Waregem 7 agosto 2015, ore 20:30 3ª giornata | Zulte Waregem            | 0 – 0 referto | Genk | Regenboogstadion (8138 spett.)\| Arbitro: \| Frederik Geldhof (Menen) \| |
| Arbitro:                                     | Frederik Geldhof (Menen) |               |      |                                                                          |

| Arbitro: | Christof Virant |

|                   |           |          |
| Myny 38’ Gano 81’ | Marcatori | 47’ Leye |

| Arbitro: | Jonathan Lardot |

|                             |           |  |
| Leye 10’ (rig.) Verboom 83’ | Marcatori |  |